# Salep

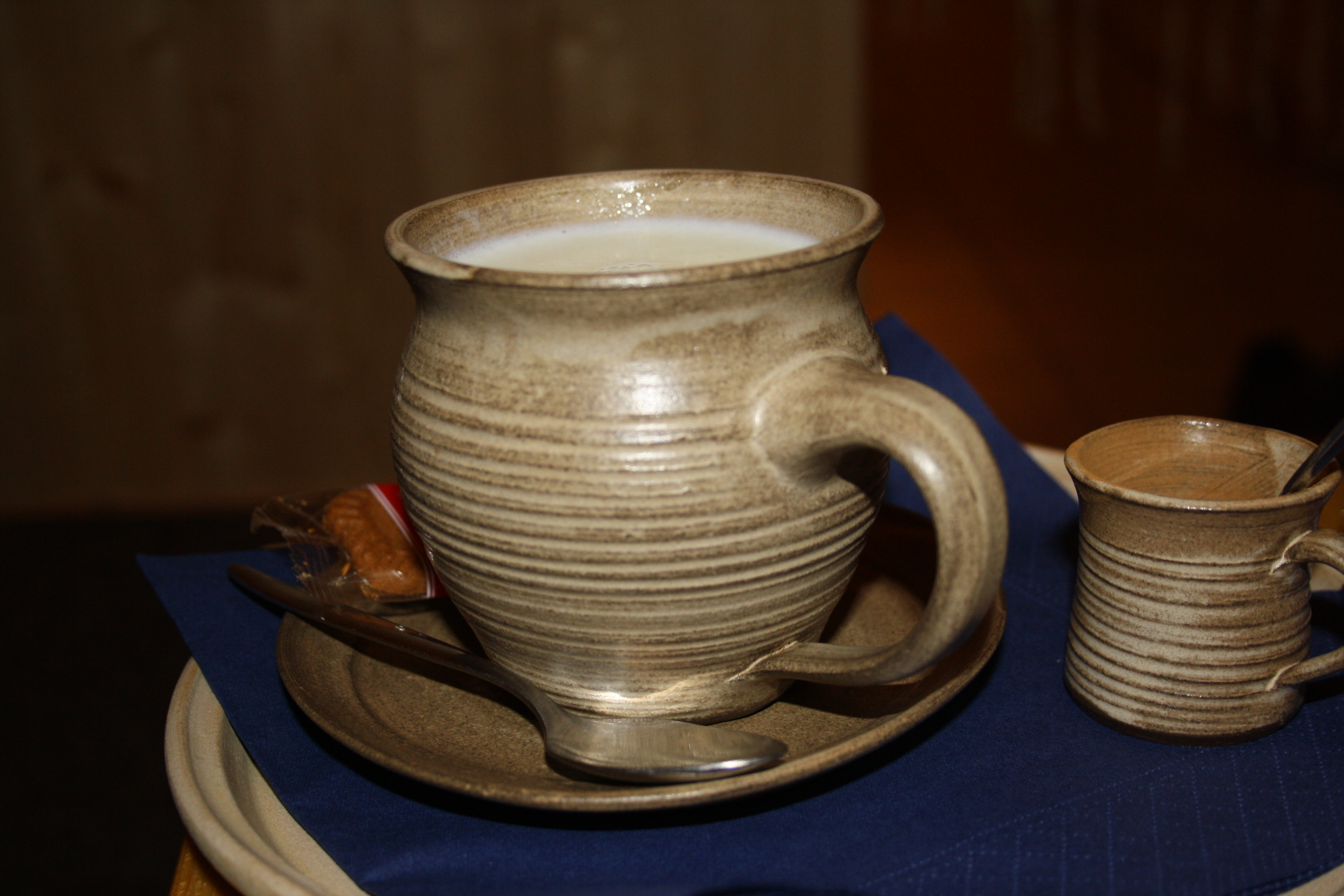
Sahlep.

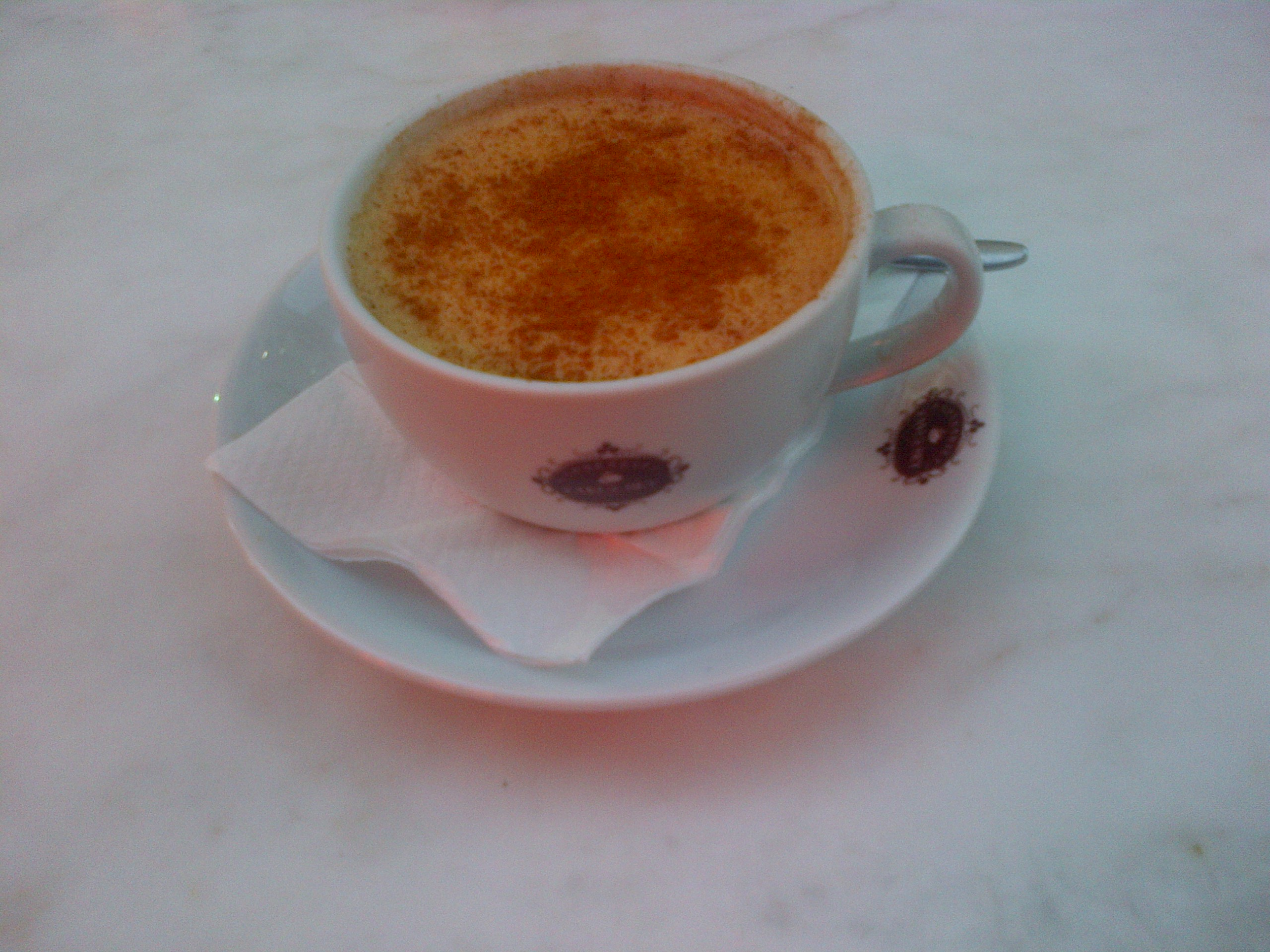
Sahlep à Istanbul.

Le salep ou sahlep ou sohlob en Tunisie est une farine faite à partir de tubercules d'Orchis et, par extension, la boisson que l'on confectionne avec cette farine.

## Étymologie
Le mot salep vient de l'expression arabe khusa-th-tha'-leb qui signifie « testicules de renard », une description imagée de l'apparence des doubles tubercules d'orchidées. Les Perses et les Turcs ne prononçant pas th avaient pour habitude de prononcer sa'leb ou sahlep — selon Peter Forsskål —, qui devint par la suite salep.
Il est possible de retrouver également cette origine dans le mot grec classique ὄρχις, órchis, qui signifie à la fois « testicule » et « orchidée ». Une des espèces d'orchidées utilisées dans l'Antiquité était connue sous le nom de cynos orchis, « testicule de chien ». La comparaison avec les testicules, naturellement, explique que ce produit soit considéré comme un aphrodisiaque.
Au Royaume-Uni entre le XVIIIe et le XIXe siècle, il était possible de retrouver le terme saloop employé pour désigner le salep.
Autres
- Turc : salep, sahlep
- Persan : ثعلب, sa'alab
- Tunisien : سحلب, soḥlob
- Arabe : سحلب, saḥlab
- Albanais : salep
- Azéri : səhləb
- Hébreu : סַחְלֶבּּ, saḥlab
- Grec moderne : σαλέπι, salepi
- Serbe, macédonien, bulgare, bosniaque : салеп, salep

## Variétés
L'origine de l'utilisation des espèces du genre Orchis utilisées pour le salep n'est pas claire. Pour preuve, selon Peter Forsskål, le tubercule d'Orchis mascula est utilisé pour le salep turc, bien que cette espèce ne pousse ni en Turquie, ni en Perse, comme le précise John Lindley[réf. nécessaire]. Ce dernier penche pour une utilisation d' Orchis variegata, O. taurica ou O. militaris.
Stephan Ladislaus Endlicher est d'avis que ce sont Orchis mascula et O. morio qui fournissent le salep dans les commerces des XVIIIe et XIXe siècles, quoique, selon lui, le vrai salep d'Orient provient de O. papilionacea et de O. rubra appartenant aux flores turque et grecque.
Au Royaume-Uni, le saloop est parfois un salep concocté avec de la farine d'Arum maculatum ou de Maranta arundinacea.
Enfin, selon John Forbes Royle, le salep de l'Inde serait produit avec des plantes du genre Eulophia.

## Consommation

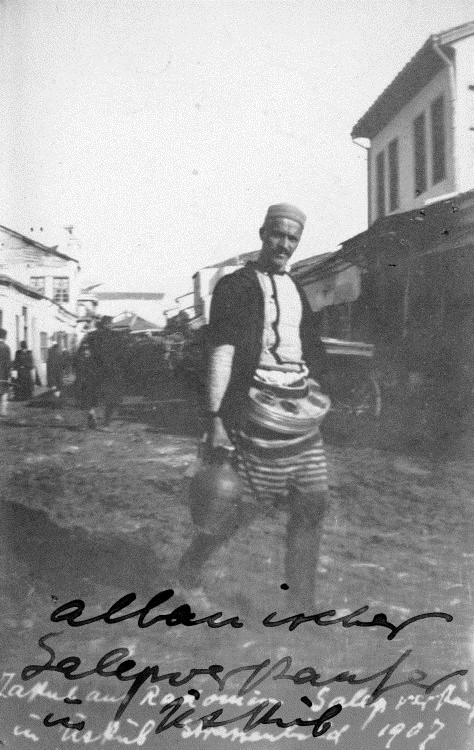
Photo d’un marchand albanais de salep à Skopje, en Macédoine.

Durant l’Antiquité, les Romains utilisaient des bulbes d'orchidées moulus pour fabriquer des boissons auxquelles ils donnaient un certain nombre de noms, en particulier satyrion et priapiscus. Comme ces noms l'indiquent, ils considéraient également ces boissons comme de puissants aphrodisiaques,.
Paracelse écrivait : « Voici la racine du satyre, n’est-elle pas formée comme les parties intimes des hommes ? Personne ne peut le nier. En conséquence, le remède découvert a révélé qu'il pouvait restaurer la virilité et la passion d'un homme. »
Le salep était une boisson populaire sur les terres de l'Empire ottoman, en Perse, actuellement Iran. Sa consommation s'étendit de l'Angleterre à l'Allemagne avant l'essor du café et du thé et fut ensuite proposée dans les cafés.
En Angleterre, la boisson était connue sous le nom de saloop. Elle fut populaire aux XVIIIe et XIXe siècles. Sa préparation exigeait que la poudre de salep soit ajoutée à l'eau jusqu'à épaississement, après quoi elle était sucrée, puis aromatisée à la fleur d'oranger ou à l'eau de rose. Le chirurgien naval écossais James Lind en recommandait l'usage à bord des navires britanniques partis en mer pour plusieurs mois.
On lave les tubercules à l'eau froide, on les fait bouillir, on les égoutte, on les sèche au four. En Orient, les tubercules sont enfilés pour être suspendus sur un chapelet et être séchés dans un courant d'air.
En Belgique, Charles François Antoine Morren rapporte l'utilisation du salep en soupe ou incorporé à du chocolat.
De nos jours, la boisson est souvent faite avec du lait chaud au lieu de l'eau et est saupoudrée de cannelle. Le salep se boit dans une tasse en grès. D'autres desserts sont également fabriqués à partir de salep, notamment le pudding de salep et la crème glacée au salep.
La région de Kahramanmaraş en Turquie est un important producteur de salep connu sous le nom de « Salepi Maraş ». On estime que 30 tonnes de tubercules de 38 espèces sont récoltées annuellement en Turquie, et qu'il faut entre 1 000 et 4 000 tubercules pour fabriquer un kilo de farine. La popularité du salep en Turquie a entraîné le déclin des populations d'orchidées sauvages. Par conséquent, il est illégal d'exporter du vrai salep. De nombreux mélanges de salep instantanés sont donc fabriqués avec des arômes artificiels.
Avec la raréfaction de certaines espèces et les extinctions locales, les commerçants récoltent des orchidées sauvages en Iran, où elles sont également victimes de la surexploitation.
Abdolbaset Ghorbani, de l'université d'Uppsala, estime qu'entre 7 et 11 millions d'orchidées de dix-neuf espèces et sous-espèces ont été collectées dans le nord de l'Iran en 2013, la majorité étant exportée en Turquie. La récolte de tubercules d’orchidées augmente également en Grèce.

## Culture populaire
À l'intérieur de la pochette de l'album 666 du groupe Aphrodite's Child, on peut lire : « Cet album a été enregistré sous l'influence du sahlep » («This album was recorded under the influence of "sahlep"»).